# Ángela Auad
Ángela Auad, (19 de febrer de 1945, a Jujuy - 17 o 18 de desembre de 1977, mar de Buenos Aires) va ser una activista social argentina del Partit Comunista Marxista Leninista, que actuava amb l'associació de les Mares de Plaza de Mayo, dedicada a buscar els «desapareguts» durant el terrorisme d'Estat, motiu pel qual va ser segrestada, torturada i assassinada.

## La seva vida
Ángela Auad havia estat arrestada a l'octubre de 1974 quan era estudiant universitària a Tucumán, pel fet de reclamar un menjador estudiantil a la universitat, i va ser alliberada al setembre de 1975.
El 1976 el seu marit, Roberto Genovés, estava pres a Chaco. Per aquest motiu, Ángela Auad va entrar en contacte amb els Familiars de Desapareguts i Detinguts per Raons Polítiques i amb les Mares de Plaza de Mayo.

## Desaparició, segrest, tortura i assassinat
Entre el dijous 8 de desembre i el dissabte 10 de desembre de 1977 un grup de militars sota el comandament d'Alfredo Astiz va segrestar un grup de dotze persones vinculades a la Mares de Plaza de Mayo, entre les quals es trobava Ángela Auad, juntament amb les mares fundadores de Mares de Plaza de Mayo Azucena Villaflor, Esther Ballestrino i María Ponce, i les monges franceses Alice Domon i Léonie Duquet. Ángela Auad va ser segrestada el 8 de desembre amb la major part del grup a l'Església Santa Cruz, situada en el barri de Sant Cristóbal de la ciutat de Buenos Aires, on solien reunir-se.

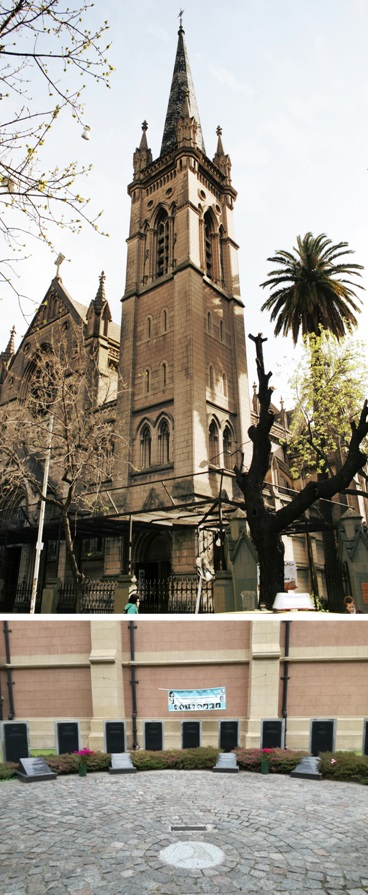
Solar de la Memoria, al costat de l'Església de la Santa Cruz

Va ser portada directament al centre clandestí de detenció situat a l'Escola de Mecànica de l'Armada (ESMA), sota el control de la Marina Argentina, on va ser reclosa en el sector denominat "Capucha". Allí va romandre aproximadament deu dies, lapse durant el qual va ser constantment torturada. En l'Informe Nunca más els testimonis Maggio i Cubas, supervivents de l'ESMA, van relatar el que sabien sobre la seva sort: 
| « | ...El mateix va passar amb les religioses franceses Alice Domon i Leonie Renée Duquet. Vaig tenir oportunitat personal de parlar amb la germana Alice, ja que va ser portada juntament amb la germana Renée al tercer pis del Casino d'Oficials de l'ESMA, lloc on em trobava captiu. Això passa al voltant de l'11 o 12 de desembre. És quan m'explica que havia estat segrestada en una església, conjuntament amb familiars de desapareguts. Després vaig saber que eren 13 persones... Van ser traslladades juntament amb les onze persones restants. Els rumors interns fonamentats en les presses amb què es van treure d'allà aquestes persones, indicaven que les havien assassinat. (Testimoni d'Horacio Domingo Maggio, Lligall N° 4450). | » |

Probablement el dia 17 o 18 de desembre de 1977, Ángela Auad i la resta del grup van ser «traslladades» a l'aeroport militar que es troba a l'extrem sud del Aeroparque de la ciutat de Buenos Aires, tot seguit embarcades amb sedació en un avió de la Marina i llançades vives al mar davant de la costa de Santa Teresita; van morir en xocar contra l'aigua.

## Identificació del seu cos i enterrament
El 20 de desembre de 1977 van començar a aparèixer cadàvers provinents de la mar a les platges de la província de Buenos Aires, a l'altura dels balnearis de Santa Teresita i Mar del Tuyú. Els metges policials que van examinar els cossos aquesta vegada van registrar que la causa de la mort havia estat el «xoc contra objectes durs des de gran altura», com indicaven el tipus de fractures òssies constatades, succeïdes abans de la mort. Sense esbrinar res més, les autoritats locals van disposar immediatament que els cossos fossin enterrats com a NN (és a dir, d'identitat desconeguda) en el cementiri de la localitat de General Lavalle.
El 1984, en el marc de la recerca de la CONADEP i del Judici a les Juntes Militars, s'havien fet excavacions en el cementiri de General Lavalle, i s'hi havien trobat una gran quantitat de restes òssies provinents dels cadàvers trobats a les platges de San Bernardo i Lucila del Mar. Aquestes restes van ser utilitzades en el judici a les Juntes i guardades després en 16 bosses.
A partir de llavors el jutge Horacio Cattani va començar a acumular causes sobre desapareguts. Malgrat les lleis de Punt Final i Obediència Deguda, que van paralitzar les recerques, Cattani va aconseguir organitzar el 1995 un arxiu de 40 metres quadrats on allotjar totes aquestes proves.
El 2003 l'intendent de General Lavalle va informar que s'havien localitzat noves tombes de NN en el cementiri de la ciutat. El jutge Cattani va ordenar llavors fer noves excavacions amb l'Equip Argentí d'Antropologia Forense (EAAF), i es van descobrir dues línies més de tombes, una per sobre de l'altra. Es van trobar així 8 esquelets, 5 corresponents a dones, 2 corresponents a homes i un, classificat com GL-17, que es va definir com a «probablement masculí».
Cattani va enviar els ossos al laboratori d'Inmunogenètica i Diagnòstic Molecular (LIDMO) de Còrdova, pertanyent a l'EAAF. Els resultats del laboratori van anar determinant que les restes pertanyien al grup de segrestats entre els dies 8 i 10 de desembre de 1977. El 15 de setembre de 2005 el jutge Cattani va rebre l'informe establint que unes de les restes individualitzades corresponien a Ángela Auad.
El dia 25 de setembre de 2005, 28 anys després d'haver estat assassinada, Ángela Auad va ser enterrada al jardí de l'Església de Santa Cruz, a Buenos Aires, al costat de la Germana Léonie Duquet, una de les monges franceses segrestades amb ella. Anteriorment també havien estat sepultades allà les mares de Plaza de Mayo Esther Ballestrino i María Ponce. Les cendres d'Azucena Villaflor van ser escampades a la Plaza de Mayo.
Des del 19 de febrer del 2013, el dia que hauria fet 68 anys, hi ha una rajola en un carrer de Palermo, el barri de Buenos Aires on ella residia, que diu: «Aquí va viure Ángela Auad, militant popular segrestada pel terrorisme d'Estat a l'Església de la Santa Cruz (18/12/ 1977)».

## Coneixement i encobriment per part del govern dels Estats Units
Documents secrets del govern dels Estats Units desclassificats el 2002 proven que el govern nord-americà sabia des de 1978 que els cossos sense vida de les monges franceses Alice Domon i Léonie Duquet i les mares de Plaza de Mayo Azucena Villaflor, Esther Ballestrino i María Ponce havien estat trobades a les platges de Buenos Aires. Aquesta informació va ser mantinguda en secret i mai va ser comunicada al govern argentí.La dada està inclosa en el Document Núm. 1978-BUENOS-02346, dirigit pel llavors ambaixador dels Estats Units a l'Argentina, Raúl Castro, al Secretari d'Estat dels Estats Units, porta data del 30 de març de 1978 i esmenta com a objecte Informe sobre monges mortes. El document diu textualment:
| « | 1. A.F.P. Març 28. Història recopilada a París informa que els cossos de dues monges franceses (Alicia Doman i Renee Duguet) que van ser segrestades a mitjans de desembre amb altres onze activistes de drets humans van ser identificats entre els cossos a prop de Bahia Blanca. 2. Buenos Aires estava plena de certs rumors des de fa un mes sobre constàncies del descobriment d'un nombre de cadàvers portats a la platja per vents inusualment forts al llarg del mar atlàntic en punts propers a la boca del Rio de la Plata unes 300- 350 milles al nord de Bahia Blanca (Vegeu Buenos Aires 1919 per a control) 3. (...esborrat), que va estar tractant de rastrejar aquests rumors, té informació confidencial que les monges van ser segrestades per agents de seguretat argentins i en algun moment van ser transferides a la localitat de Junín, que es troba prop de 150 milles a l'oest de Buenos Aires. 4. L'Ambaixada també té informació confidencial obtinguda a través d'una font (protegida) del govern argentí que set cossos van ser descoberts fa algunes setmanes a la platja atlàntica a prop de Mar del Plata. D'acord amb aquesta font, els cossos eren els de les dues monges i cinc mares que van desaparèixer entre el 8 i el 10 de desembre del 1977. La nostra font confirma que aquests individus van ser segrestats per membres de les forces de seguretat actuant sota el seu ampli mandat contra terroristes i subversius. La font, a més, va declarar que pocs individus al GOA estaven al corrent d'aquesta informació. 5. Aquesta font ha informat veraçment en el passat i tenim raons per creure que té coneixement sobre qüestions de desaparicions. L'Ambaixada sol·licita que l'informe sigui protegit per evitar comprometre una font que ha provat ser útil en proveir informació concernent a individus perduts o desapareguts. | » |